# پشته‌تالا
پشته‌تالا (به لاتین: Püştətala) یک منطقه مسکونی در جمهوری آذربایجان است که در شهرستان بالاکن واقع شده است. پشته‌تالا ۲۲۸۲ نفر جمعیت دارد.